# いちげんさん
『いちげんさん』は、デビット・ゾペティの小説。第20回すばる文学賞受賞（1996年）、芥川賞候補作となる。
舞台は1989年の京都で、大学で日本文学を学ぶスイス人の「僕」と盲目の京子との恋愛物語である。

## 書誌情報
- 単行本は集英社、1997年出版。 ISBN 4087742431
- 集英社文庫版は、1999年出版。 ISBN 4087471454
- 英語訳は「Ichigensan - The Newcomer」として、2011年に英国の大猿ブックスより出版。ISBN 0955921945

## 映画
第1回京都シネメセナ助成作品。2000年1月ロードショー。鈴木保奈美の初ヌード作品である。

### キャスト
- エドワード・アタートン：僕
- 鈴木保奈美：中村京子
- 中田喜子：中村百合子
- 塩屋俊：助教授
- 蟹江敬三：貝塚組の親分
- 渡辺哲
- 藤田宗久

### スタッフ
- 監督・脚色・企画・編集：森本功
- 製作者：塩屋俊、鈴木基之、前田茂司
- 撮影：ピーター・ボロッシュ
- 美術：菊川芳江
- 衣装：宮田弘子、大山比珠子
- 録音：岡崎敏夫
- 音楽：S.E.N.S.
- 主題歌：S.E.N.S. feat スージー・カン「Moonlight Dream」
- 製作：スカイプランニング、ホリプロ